# Selvin Brown
Selvin Antonio Brown Chavarría ist ein honduranischer Fußballschiedsrichter.
Brown leitet seit vielen Jahren Spiele in der Liga Nacional de Fútbol Profesional de Honduras (mindestens 60 Einsätze).
Seit 2020 steht er auf der Liste der FIFA-Schiedsrichter und leitet internationale Fußballspiele.
Beim Gold Cup 2021 leitete Brown ein Spiel in der Gruppenphase. Bei der U-17-Weltmeisterschaft 2023 in Indonesien leitete Brown zwei Gruppenspiele und ein Achtelfinale. Auch in der CONCACAF Nations League kam er in den Saisons 2022/23 sowie 2023/24 in jeweils zwei Spielen zum Einsatz.